# Psorophora varipes
Psorophora varipes är en tvåvingeart som först beskrevs av Daniel William Coquillett 1904.  Psorophora varipes ingår i släktet Psorophora och familjen stickmyggor. Inga underarter finns listade i Catalogue of Life.